# 1077 Кампанула
1077 Кампанула (1077 Campanula) — астероїд головного поясу, відкритий 6 жовтня 1926 року.
Тіссеранів параметр щодо Юпітера — 3,498.